# Helena Fromm
Helena Fromm, född den 5 augusti 1987 i Oeventrop, är en tysk taekwondoutövare.
Hon tog OS-brons i mellanviktsklassen i samband med de olympiska taekwondo-turneringarna 2012 i London.